# Donagudige, Chikmagalur
Donagudige là một làng thuộc tehsil Chikmagalur, huyện Chikmagalur, bang Karnataka, Ấn Độ.